# Iuticosaurus
Iuticosaurus is een plantenetend geslacht van sauropode dinosauriërs, behorend tot de groep van de Titanosauria, dat in het vroege Krijt leefde in het gebied van het huidige Engeland.

## Vondst en naamgeving
In 1887 beschreef Richard Lydekker twee middelste staartwervels die door William Darwin Fox gevonden waren bij Brook Bay op Wight, BMNH R146a en BMNH 151. Hij wees deze, hoewel hem de overeenkomst met Titanosaurus indicus en T. blanfordi opviel, toe aan het geslacht Ornithopsis waarvan nog geen staartwervels bekend waren. Toen hij dit artikel voordroeg op een vergadering van de Geological Society of London kreeg Lydekker zoveel kritiek van Harry Govier Seeley en John Hulke dat hij zijn opvatting herzag. In 1888 verwees hij naar de wervels als een nog onbepaalde soort van Titanosaurus: Titanosaurus sp.a. Titanosaurus sp. b was dan een derde wervel, BMNH 32390.
In 1929 benoemde Friedrich von Huene beide soorten, de eerste als Titanosaurus Valdensis, waarvan de soortaanduiding verwijst naar de Wealden en de tweede als Titanosaurus Lydekkeri, waarvan de soortaanduiding Lydekker eert. Beide soortaanduidingen werden door hem met een hoofdletter gespeld omdat ze afgeleid waren van namen; dit is niet in overeenstemming met de huidige conventie.
In 1993 benoemde Jean le Loeuff een apart geslacht voor de soorten: Iuticosaurus. De geslachtsnaam is afgeleid van de Juten, die in de zesde eeuw Wight hebben veroverd. Le Loeuff maakte Iuticosaurus valdensis de typesoort en koos BMNH R151 als het lectotype. Hij verwees er nog een wervel naar: BMNH R 1886, als paralectotype. BMNH R146a vond hij te beschadigd om te determineren. Van Iuticosaurus lydekkeri meende hij dat het een nomen dubium was.
De resten van I. valdensis zijn gevonden in de Wessexformatie die stamt uit het Barremien. De wervel van I. lydekkeri is gevonden in de jongere Upper Greensand die stamt uit het Cenomanien. Niet iedereen heeft le Loeuff gevolgd in zijn benoeming van een apart genus voor dit materiaal; sommige onderzoekers spreken van een Titanosaurus sp. indet., dus een onbepaalde soort van Titanosaurus; een bijkomende probleem is dat Titanosaurus zelf ook steeds vaker als een nomen dubium beschouwd wordt.

## Beschrijving
De wervels zijn alle beschadigd en geërodeerd en zo'n vijftien centimeter lang en naar schatting tot vijfentwintig centimeter hoog wat duidt op dieren met een lichaamslengte van vijftien tot twintig meter.
De wervels van I. valdensis zijn sterk procoel: bol van voren en hol van achteren. De wervelboog is laag en voorwaarts geplaatst. Le Loeuff gaf twee unieke afgeleide eigenschappen aan, autapomorfieën: aan de basis van het doornuitsteeksel bevindt zich aan de zijkanten een richel; het doornuitsteeksel reikt minstens tot aan de achterkant van het wervelcentrum. Volgens andere onderzoekers komen deze eigenschappen echter ook bij andere titanosauriërs voor en zijn ze daarom onvoldoende om de soort te onderscheiden.
De wervel van I. lydekkeri is platter. Hij toont geen unieke kenmerken.

## Fylogenie
Lydekker wees de specimina oorspronkelijk toe aan de Ornithopsidae. Von Huene plaatste de soorten in de Titanosauridae. Deze bepaling is nog steeds gebruikelijk maar de meeste onderzoekers beschouwen beide soorten als nomina dubia.